# Umírat v nitru
Umírat v nitru (anglicky Dying Inside) je román žánru sci-fi s psychologickým motivem amerického spisovatele Roberta Silverberga. Vyšel v roce 1972.
Kniha vyšla česky v nakladatelství Laser v roce 1994 a 2009. Český překlad obsahuje i životopis Roberta Silverberga s výčtem jeho bohaté tvorby (včetně anotací mnoha děl).
Kniha získala ocenění John W. Campbell Memorial Award v kategorii Zvláštní cena za výjimečné dílo (Special Award) za rok 1973 (I. ročník) a byla nominována na cenu Nebula v roce 1972, cenu Hugo a cenu Locus v roce 1973 . Román je všeobecně uznávaný jako zásadní dílo s motivem telepatie. Jednotlivé kapitoly netvoří souvislý děj, kniha je protkána mnoha vzpomínkami a retrospektivami hlavní postavy. Kniha obsahuje nemálo sexuálních scén, Robert Silverberg se živil i psaním erotické literatury. Tyto scény nesnižují hodnotu díla, naopak jsou důležitou součástí děje a často poskytují nezvyklý úhel pohledu.

## Námět
Kniha o 26 kapitolách je hlubokou psychologickou sondou Davida Seliga, člověka obdařeného schopností číst myšlenky druhých. Tato schopnost jej paradoxně limituje, cítí se díky ní izolovaný a není schopen se s ní vyrovnat. Od jistého věku začíná telepatický příjem slábnout a David, ačkoli vždy toužil být normální, najednou pocítí strach z nové situace.

## Postavy
- David Selig - hlavní postava knihy.
- Judith Hannah Selig - adoptovaná o 10 let mladší sestra Davida.
- Kitty Holsteinová - jedna ze známostí Davida.
- Marta Selig - matka Davida.
- Paul Selig - otec Davida.
- Tom Nyquist - přítel Davida, taktéž telepat.
- Toni - jedna ze známostí Davida.

## Děj
David Selig je mužem, o němž by někdo mohl říci (nebo si alespoň myslet - Ted Cushing na konci knihy), že nemá žádné ambice. To je omyl. David Selig má podobné ambice, jako mnoho dalších hloubavých a ze společnosti se vyčleňujících lidí. Nemusí to být ani tak touha zapadnout a nevymykat se, jako spíše vyrovnat se se svou odlišností.
Fakt, že se David Selig liší od ostatních, si začínal uvědomovat již v dětství. Ve škole byl roztěkaný a nesoustředěný, zkrátka problematický. Učitelka mu zařídila návštěvy u školního psychiatra Hittnera. Osmiletý David již ví, že dokáže číst myšlenky druhých, je to pro něj tak přirozená věc jako dýchat vzduch. Psychiatr se domnívá, že dítě jedináček emocionálně strádá a tak doporučí rodičům pořídit si druhého potomka. Je to přesný opak toho, co si David přál.
Paul a Marta Seligovi - rodiče - si adoptují děvčátko, které pojmenují Judith Hannah Selig. Malý David k němu pojme od začátku nepřátelství, neboť dítě pro rodiče znamená i jistý únik od podivného synka a tak se mu logicky dostává více péče. David svou adoptivní sestru nenávidí, což ona vycítí. Dlouhá léta panuje mezi nimi chladný napjatý vztah. Odstup Judith od Davida umocní skutečnost, že se bratr jednou prořekne o své telepatické schopnosti a sestře je najednou mnoho věcí jasných. Nechce je přijmout.
Poté, co se Selig protluče neradostným dětstvím poznamenaným nenávistí spolužáků, kteří mu zazlívají jeho předvídavost a mazanost, odstěhuje se do laciného podnájmu a živí se psaním semestrálních prací pro studenty. Je sečtělý v literatuře a to málo, co si vydělá, mu stačí na přežití.
Seznámí se s Toni, černovlasou dívkou, kterou zaujme. Začnou spolu bydlet. David si zakáže nahlížet do jejích myšlenek, aby tím nepokazil vztah. Zlom přijde v momentě, kdy Toni navrhne společný trip - aplikaci psychedelické látky LSD. David odmítne, má strach, ale navrhne alternativu. Nejdříve si papírek vezme Toni a David bude hlídat případné špatné stavy a další den si role vymění. Pokud vše proběhne v pořádku, zkusí si vzít LSD společně. Stane se však nepříjemná věc, na Davida se nějakým způsobem přenese vliv drogy a dostane obludné halucinace, část z nich se přenese zpětně k Toni, která to pojme jako útok proti sobě. Po tomto zážitku potvrdí svou ženskou mentalitu a odchází natrvalo poté, když se setkala s něčím, co si nedokáže vysvětlit.
Selig přijme zakázku pro Yahiu Lumumbu, černošského studenta a člena univerzitního basketbalového týmu. Týká se divadelní tvorby starověkého Řecka. Nahlédne do jeho nitra, aby se lépe seznámil s Lumumbovou osobností, což mu pomáhá zvolit styl při literární kompozici. Zahlédne žhnoucí nenávist plus další negativní pocity a je otřesen a znechucen. Přesto práci přijme.
Ve vzpomínce si David vybaví zážitek z mládí z farmy v Castkillských horách, kde si přes léto rodina Schielových přivydělává ubytováváním lidí z města. Seligovy jsou na farmě se svými přáteli - Steinovými. Jednou zůstane David sám a tak pátrá myslí po okolních podnětech. Vnímá vědomí včely, slepice snášející vejce, pstruha v průzračném potoce, zachytává soulož mladé Barbary Steinové se synem farmáře Hansem Schielem, proniká do vědomí starého Schieleho, jenž navenek působí sveřepým a nepřístupným dojmem - a je velmi překvapen, neboť starý farmář přijímá věci kolem sebe s extatickým souzněním, cítí se být součástí přirozeného řádu a v jeho duši sídlí radost a harmonie.
Se svou sestrou Juditou se snaží vzájemně odstranit letitou nenávist, ale příliš se jim to nedaří - stále existuje určitá bariéra. Judita je jednou z mála lidí, kteří ví o Davidově schopnosti, bratr jí to neopatrně prozradil v jejím pubertálním období a tím se vytvořila mezi nimi nenávist, jež se později přetvořila v chladný odstup. Judita si prošla mnoha neúspěšnými vztahy a je tím poznamenaná. Uvědomuje si, že David je její bratr a občas jej pozve na oběd.
Selig se seznámí s Tomem Nyquistem, také telepatem, s nímž se spřátelí. Zpočátku jej obdivuje pro jeho schopnost využívat telepatie bez jakýchkoli pocitů viny, později se mu stane jeho neustálé mentorování vůči své osobě protivným. Nicméně dá na jeho radu a stane se poradcem v makléřské firmě, aby si snadno vydělal peníze, neboť je schopen uplatnit příjem myšlenek. Není však ambiciózní jako Nyquist a tak se spokojí pouze s průměrným příjmem. Při této práci potká Kitty Holsteinovou, dívku, které nedokáže číst myšlenky. Sblíží se a David se utvrzuje v přesvědčení, že má také neobvyklé schopnosti. Zkouší spolu různé testy a ačkoli to Kitty přestane bavit, David je neústupný a trvá na dalších pokusech, čímž ji odrazuje. To, že v něm Kitty vidí přísného pedanta se Selig dozví až díky Tomu Nyquistovi, jenž její myšlenky dokáže číst a tím si k ní otevře snadno cestu (podobné téma je zpracováno ve filmu Po čem ženy touží s Melem Gibsonem v hlavní roli). Kitty odchází k Nyquistovi a David Selig ztrácí další lásku.
Yahia Lumumba odmítne Seligovo zpracování a nařkne jej z rasismu. Společně se svými kumpány jej zmlátí do bezvědomí. Selig se probere v nemocnici a poté je předveden před děkana Teda Cushinga. Poznává v něm svého bývalého spolužáka. Cushing jej informuje, že univerzita věděla o falšování semestrálních prací a byla mu na stopě. Nechce jej žalovat, nýbrž mu nabízí pomoc - literární kompozice jsou kvalitní a Selig může získat místo asistenta. David nahlédne do myšlenkových pochodů bývalého spolužáka a uvidí v nich jiné motivy: vlastní sebeuspokojení, falešný zájem o Davida, pohrdání někým, kdo v jeho očích spadl tak hluboko. Selig zažije poslední intenzivní telepatický vstup, po němž jeho schopnost zcela zmizí.
Navštíví svou sestru Juditu a stane se dříve nemožná věc - podaří se jí ho vylekat. Staré spory jsou urovnány a pro Davida Seliga odteď začíná nový, možná lepší život.
Provedls mi divnou věc, Bože. Rozuměj mi, já neprotestuju. Jen se ptám, tichým, přiměřeným hlasem. A pátrám po podstatě božské spravedlnosti. Vedeš nás životem, necháš chudáka člověka provinit se a pak ho necháš jeho bídě. Každá vina se totiž na zemi vymstí. Toto je odůvodněná stížnost. Máš neomezenou moc, Bože, ale odmítáš nést neomezenou odpovědnost. Je to fér? Myslím, že i já mám odůvodněnou stížnost. Je-li na světě spravedlnost, proč se tolik věcí v životě zdá být nespravedlivých? Jsi-li opravdu na naší straně, Bože, proč nám naděluješ život v bolesti? Kde je spravedlnost pro dítě, které se narodí a má dvě hlavy? Dítě, které se narodí s mocí, kterou by lidé neměli mít? Jen se ptám, Bože. Přijímám tvé rozhodnutí, věř mi, skláním se před tvou vůlí, protože bych stejně dobře mohl - jaký výběr vlastně mám? - ale ještě mám právo se ptát, ne?

Hej, Bože? Bože? Posloucháš, Bože?

Myslím, že ne. Myslím, že na mě kašleš. Bože, myslím, že jsi se mnou vydrbal. (David Selig ve vnitřním monologu)

## Kulturní odkazy v knize
Kniha obsahuje mnoho zmínek o autorech, umělcích a vědcích, např.:
- Básníci: Dante Alighieri, Charles Baudelaire, Robert Browning, Thomas Carew, Richard Crashaw, John Donne, T. S. Eliot, Allen Ginsberg, Johann Wolfgang Goethe, Homér, Rudyard Kipling, Comte de Lautréamont, Stéphane Mallarmé, Pindaros, Ezra Pound, Arthur Rimbaud, Alfred Tennyson, Thomas Traherne, Paul Verlaine, William Butler Yeats
- Malíři: Hieronymus Bosch, Pieter Brueghel, M. C. Escher, El Greco, Pablo Picasso, Giovanni Battista Piranesi
- Hudební skladatelé: Johann Sebastian Bach, Béla Bartók, Ludwig van Beethoven, Alban Berg, Gustav Mahler, Claudio Monteverdi, Giovanni Pierluigi da Palestrina, Arnold Schoenberg, Igor Fjodorovič Stravinskij, Richard Wagner
- Dramatici: Aischylos, Samuel Beckett, William Cartwright, Eurípidés, Ben Jonson, William Shakespeare, George Bernard Shaw, Sofoklés
- Romanopisci: Isaac Asimov, Honoré de Balzac, John Barth, Saul Bellow, J. D. Beresford, Ray Bradbury, William S. Burroughs, Louis-Ferdinand Céline, Arthur C. Clarke, Joseph Conrad, Fjodor Michajlovič Dostojevskij, William Faulkner, Francis Scott Fitzgerald, E. M. Forster, Jean Genet, Dashiell Hammett, Thomas Hardy, Robert A. Heinlein, Joseph Heller, Ernest Hemingway, Aldous Huxley, James Joyce, Franz Kafka, D. H. Lawrence, Harper Leeová, Norman Mailer, Bernard Malamud, André Malraux, Thomas Mann, George Orwell, Marcel Proust, Thomas Pynchon, Rafael Sabatini, Walter Scott, Olaf Stapledon, Theodore Sturgeon, William Makepeace Thackeray, Mark Twain, John Updike, Jules Verne, H. G. Wells, Virginia Woolfová, Émile Zola
- Filozofové: Tomáš Akvinský, Aristotelés, Augustinus, Simone de Beauvoir, Søren Kierkegaard, Arthur Koestler, Lao-c', Claude Lévi-Strauss, Karl Marx, Michel de Montaigne, Bertrand Russell, Henry David Thoreau, Arnold Toynbee
- Vědci a pseudovědci: Alfred Adler, William Bates, Edgar Cayce, Sigmund Freud, Josiah Willard Gibbs, Carl Gustav Jung, Timothy Leary, Wilhelm Reich, Joseph Banks Rhine, Immanuel Velikovsky, Norbert Wiener, Karl Zener

## Česká vydání
- Umírat v nitru, 1. vydání, Laser, 1994, překlad Petr Kotrle, 256 stran, ISBN 80-85601-90-7, brožovaná, autor obálky Aréna (Young Artists).
- Umírat v nitru, 2. vydání, Laser-books (edice Mistrovská díla SF č.21), 2009, překlad Petr Kotrle, 240 stran, ISBN 978-80-7193-276-5, brožovaná, autor obálky Dominic Harman.